# 989 Studios
989 Studios va ser una empresa subsidiària de Sony Computer Entertainment America (SCEA) que va crea videojocs per les consoles PlayStation i els ordinadors de Windows. Alguns dels seus títols són Twisted Metal III i 4, Syphon Filter i Syphon Filter 2, Jet Moto 3, Bust a Groove, EverQuest i més. Ara l'empresa existeix com a marca de 989 Sports dins de SCEA que produeix videojocs d'esports.

## 989 Studios
- 3Xtreme (1999)
- Bust A Groove (Bust A Move al Japó) (1998)
- Cool Boarders 3 (1998)
- Cool Boarders 4 (1999)
- Cyberstrike 2 (1998) (Microsoft Windows)
- Everquest (Microsoft Windows)
- Jet Moto 3 (1999)
- Rally Cross 2 (1998)
- Running Wild (1998)
- Syphon Filter (1999)
- Syphon Filter 2 (2000)
- Twisted Metal III (1998)
- Twisted Metal 4 (1999)

## 989 Sports

### Publicat per 989 Sports
- NFL Xtreme (1998)
- NFL GameDay 99 (1998)
- NCAA Gamebreaker 99 (1998)
- NHL FaceOff 99 (1998)
- NCAA Final Four 99 (1998)
- MLB 2000 (1999)
- NFL Xtreme 2 (1999)
- NCAA GameBreaker 2000 (1999)
- NFL GameDay 2000 (1999)
- NHL FaceOff 2000 (1999)
- Supercross Circuit (1999)
- NCAA Final Four 2000 (1999)
- NBA Shootout 2000 (1999)

### Publicat per SCEA sota la marca 989 Sports
- MLB 2001 (2000)
- NCAA GameBreaker 2001 (2000)
- NFL GameDay 2001 (2000)
- NBA ShootOut 2001 (2000)
- Cool Boarders 2001 (2000)
- NCAA Final Four 2001 (2000)
- NCAA GameBreaker 2001 (2000)
- NCAA Final Four 2001 (2000)
- NHL FaceOff 2001 (2001)
- NBA ShootOut 2001 (2001)
- MLB 2002 (2001)
- NFL GameDay 2002 (2001)
- NBA ShootOut 2002 (2001)
- NCAA Final Four 2002 (2001)
- MLB 2003 (2002)
- NFL GameDay 2003 (2002)
- NCAA GameBreaker 2003 (2002)
- NHL FaceOff 2003 (2002)
- NBA ShootOut 2003 (2002)
- NCAA Final Four 2003 (2002)
- MLB 2004 (2003)
- NFL GameDay 2004 (2003)
- NCAA GameBreaker 2004 (2003)
- NBA ShootOut 2004 (2003)
- NCAA Final Four 2004 (2003)
- MLB 2005 (2004)
- NFL GameDay 2005 (2004)
- MLB 2006 (2005)
- Gretzky NHL (2005)
- NHL FaceOff 2005 (2005)
- NBA 06 (2005)
- Gretzky NHL 06 (2005)
- MLB '06: The Show (2006)